# Terminalia rufovestita
Terminalia rufovestita är en tvåhjärtbladig växtart som beskrevs av René Paul Raymond Capuron. Terminalia rufovestita ingår i släktet Terminalia och familjen Combretaceae. Inga underarter finns listade i Catalogue of Life.